# تریسی لارنس
تریسی لارنس (انگلیسی: Tracy Lawrence؛ زادهٔ ۲۷ ژانویهٔ ۱۹۶۸) یک موسیقی‌دان اهل ایالات متحده آمریکا است. وی از سال ۱۹۹۱ میلادی تاکنون مشغول فعالیت بوده‌است.